# Madoryx lyncus
Madoryx lyncus är en fjärilsart som beskrevs av Jean Baptiste Boisduval 1875. Madoryx lyncus ingår i släktet Madoryx och familjen svärmare. Inga underarter finns listade i Catalogue of Life.